# Ankarana-Wieselmaki
Der Ankarana-Wieselmaki (Lepilemur ankaranensis) ist eine auf Madagaskar lebende Primatenart aus der Gruppe der Wieselmakis innerhalb der Lemuren.

## Merkmale
Ankarana-Wieselmakis erreichen eine Kopfrumpflänge von 20 bis 22 Zentimetern, eine Schwanzlänge von 25 bis 29 Zentimetern und ein Gewicht von 0,7 bis 0,9 Kilogramm und zählen damit zu den mittelgroßen Wieselmakis. Ihr Körperbau gleicht mit dem rundlichen mit den großen Augen, den kräftigen Hinterbeinen und dem langen Schwanz dem der übrigen Vertreter dieser Gattung. Ihr Fell ist an der Oberseite graubraun gefärbt und wird zum Schwanz hin dunkler, die Schwanzspitze ist schwarz. Entlang des Rückens verläuft ein dunkler Aalstrich. Die Färbung der Oberseite des Kopfes und der Schultern geht eher ins Bräunliche, die Unterseite ist grau. Die Ohren sind kleiner als bei anderen Wieselmakis.

## Verbreitung und Lebensraum
Ankarana-Wieselmakis bewohnen das nördliche Madagaskar, ihr Verbreitungsgebiet umfasst die Regionen Montagne d’Ambre, Ankarana und Analamerana. Dort kommen sie sowohl in trockenen als auch in feuchten Wäldern vor und sind bis in 1500 Meter Höhe verbreitet. Der Fluss Irodo bildet die Nordgrenze ihres Verbreitungsgebietes, das kleine Gebiet nördlich davon wird vom Nördlichen Wieselmaki, mit dem der Ankarana-Wieselmaki früher zusammengefasst wurde, bewohnt.

## Lebensweise
Ankarana-Wieselmakis sind wie alle Wieselmakis nachtaktiv, sie schlafen tagsüber im Pflanzendickicht oder in Baumhöhlen. In der Nacht begeben sie sich auf Nahrungssuche, wobei sie sich senkrecht kletternd und springend fortbewegen. Sie bewohnen Reviere von rund einem Hektar Größe, Interaktionen zwischen erwachsenen Tieren sind kaum zu beobachten. Ihre Nahrung besteht in erster Linie aus Blättern.

## Gefährdung
Durch die menschliche Siedlungstätigkeit und den Bergbau ist ihr Verbreitungsgebiet stark verkleinert und zersplittert worden und umfasst heute nur noch rund 5000 km². Eine weitere Bedrohung für die Ankarana-Wieselmakis stellt die Bejagung wegen ihres Fleisches dar. Die IUCN listet die Art als „stark gefährdet“ (endangered).